# フウセンカズラ
フウセンカズラ（風船葛; 学名: Cardiospermum halicacabum）は、ムクロジ科の植物の一種。属名は「ハートの種子」の意。花を観賞するためよりむしろ、風船状の果実を見て楽しむために栽培される。全世界の熱帯・亜熱帯が原産。
リンネの『植物の種』(1753年) で記載された植物の一つである。

## 特徴
つる性の植物で一年草あるいは二年草で長さ2-3メートル。
葉は互生、5-10センチメートルで三出複葉、小葉は草質で柔らかく、あらい鋸歯がある。
7月-9月頃に白い5ミリメートルくらいの花を咲かせる。花は散形状に、葉腋からでる長い柄の先に数個付き、巻きヒゲを共につける。植え付けは6月中旬頃までに行うとよい。
果実は径3センチメートル、3稜球形で風船状になり、緑色。後に茶色く枯れる。種子は球形で黒色、大粒、なめらかでハート形の白い部分がある。ちょうど栃の実を小さくした姿に見える。

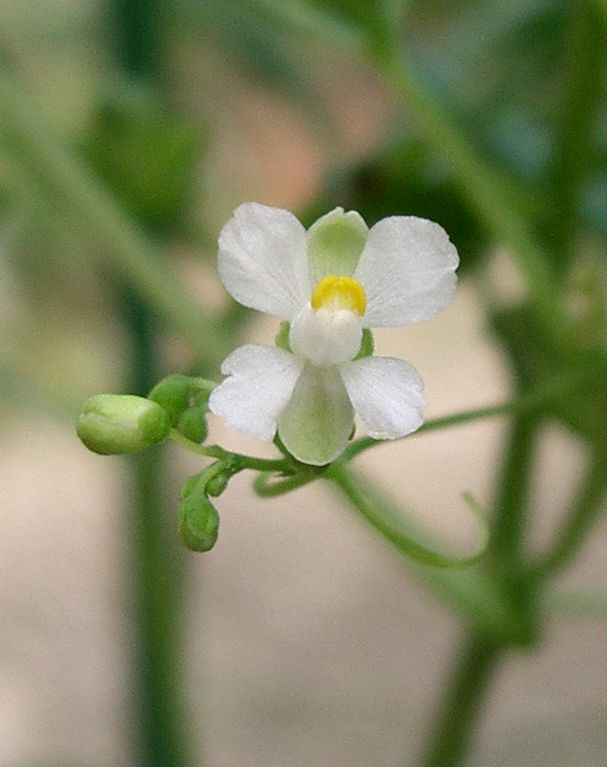
花
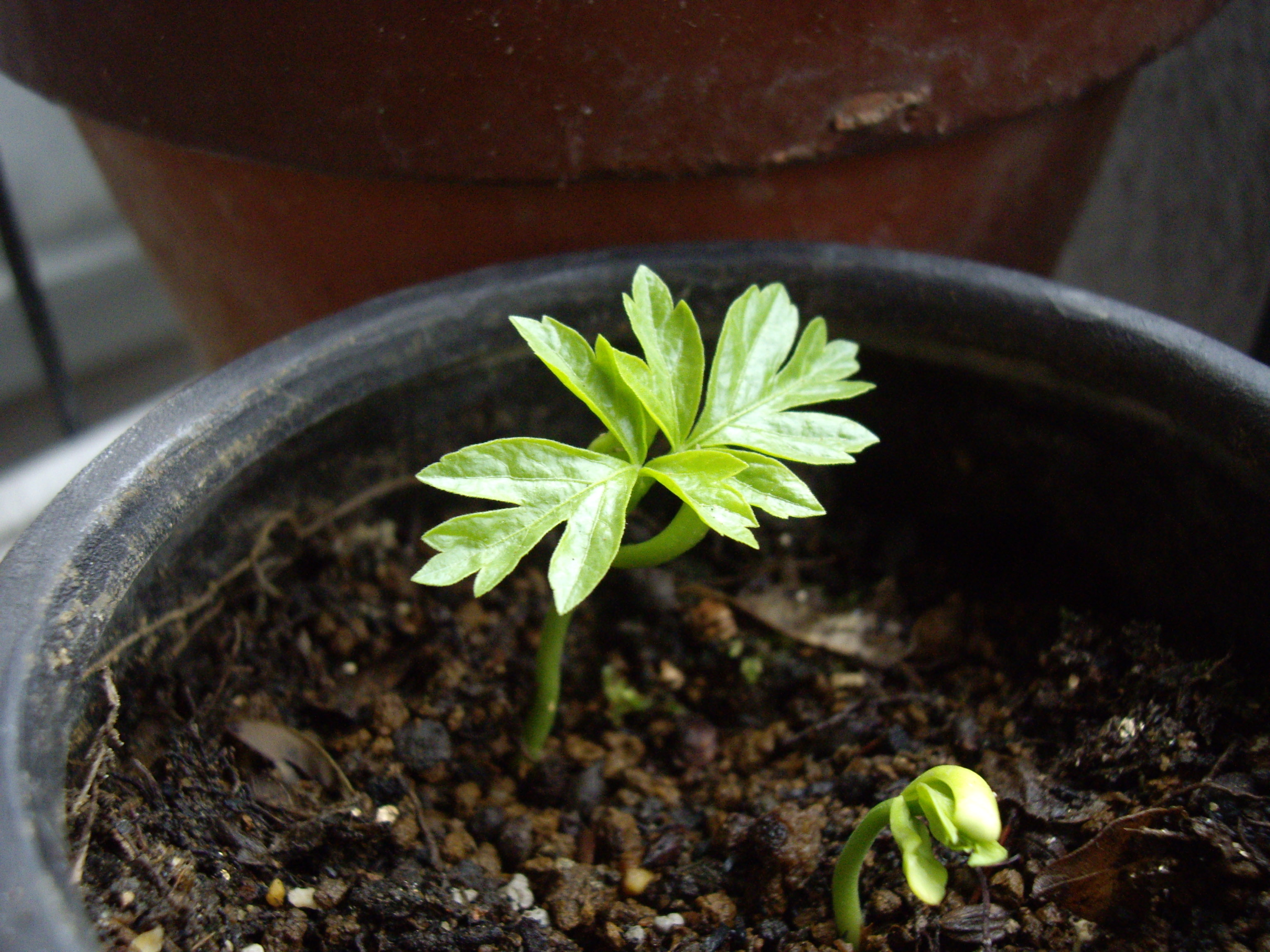
芽
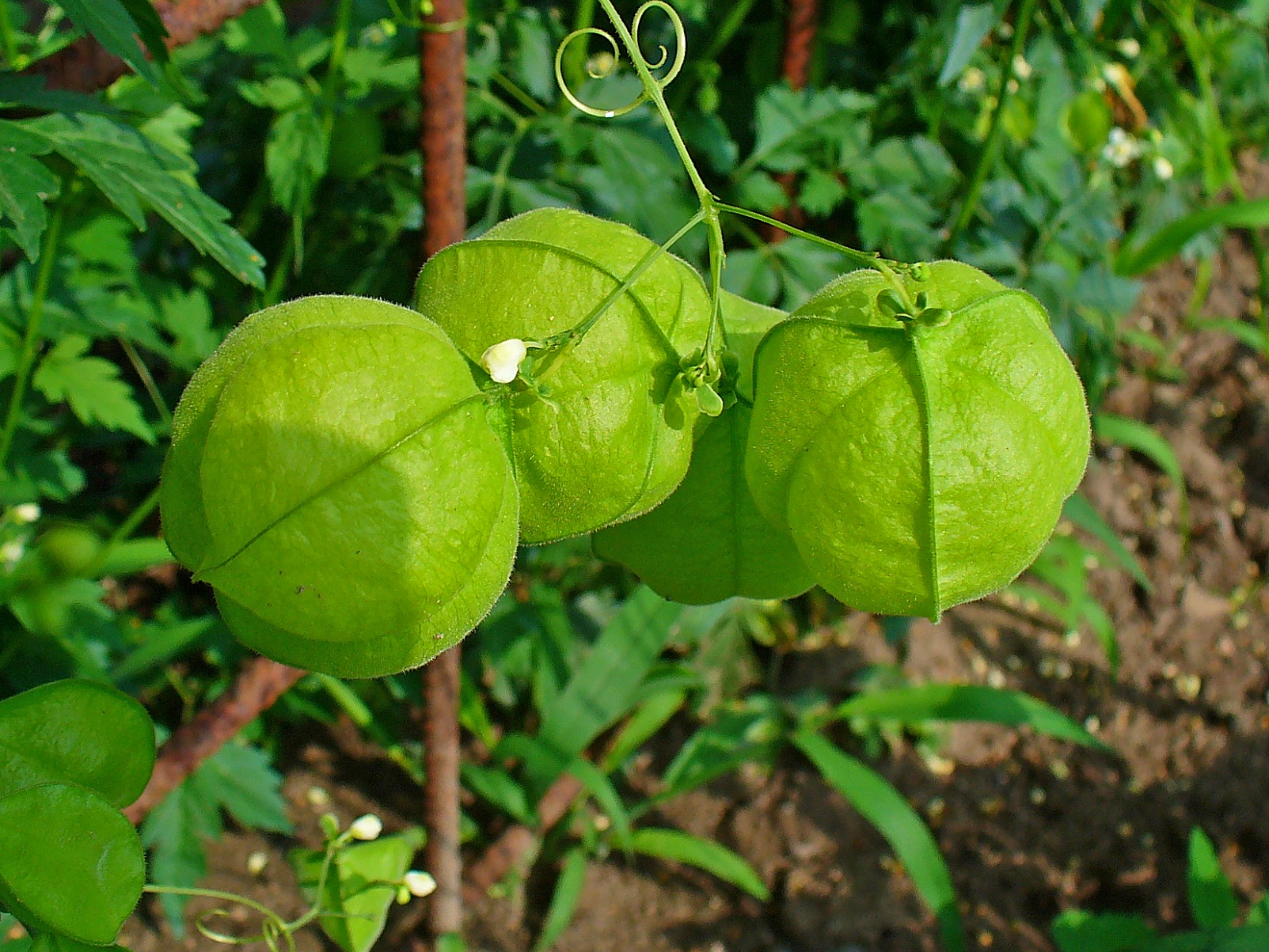
風船状の未熟果
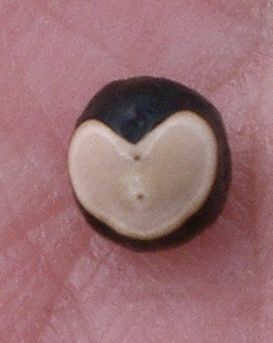
種子
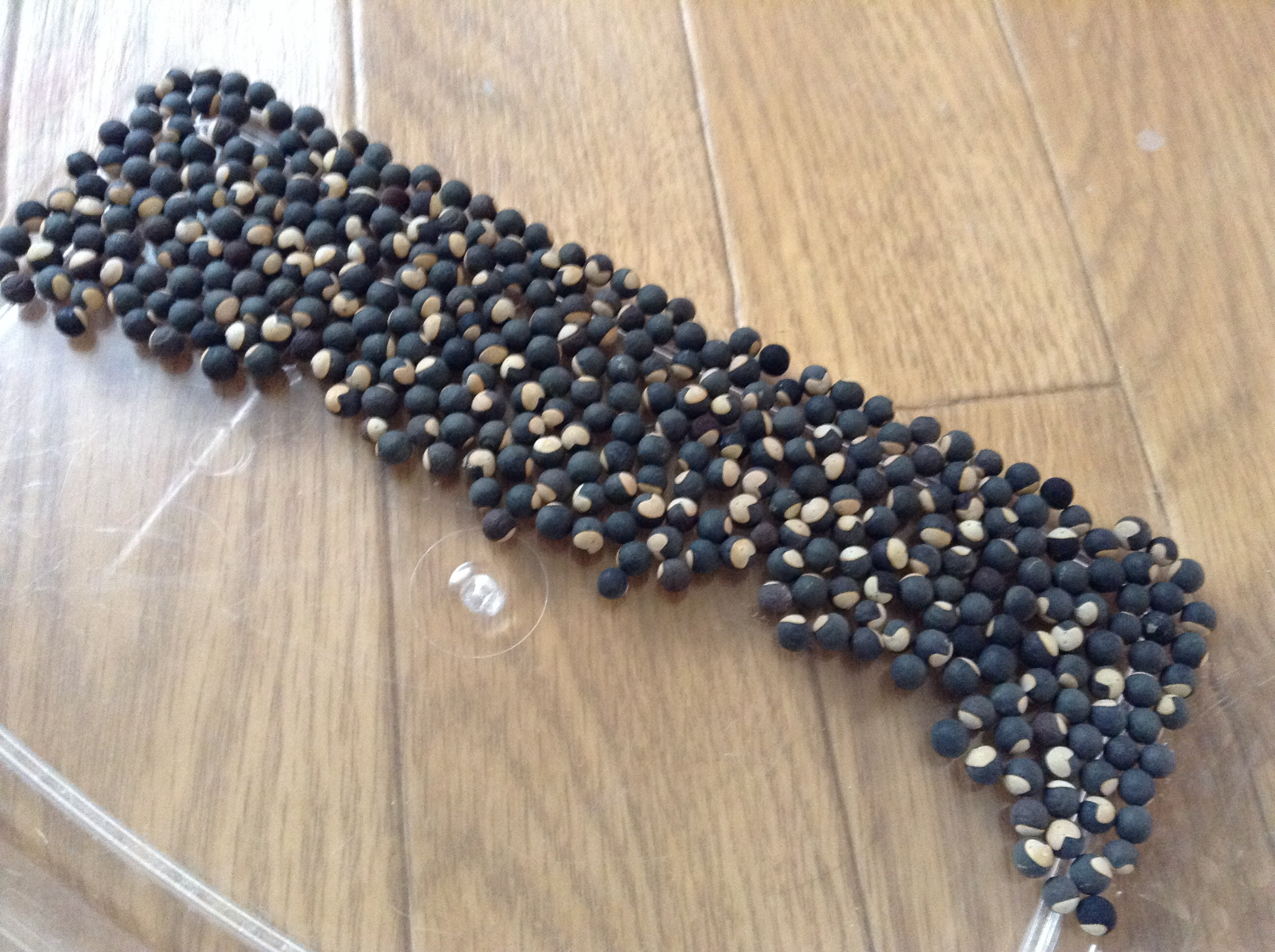
一本から取れた種子の量
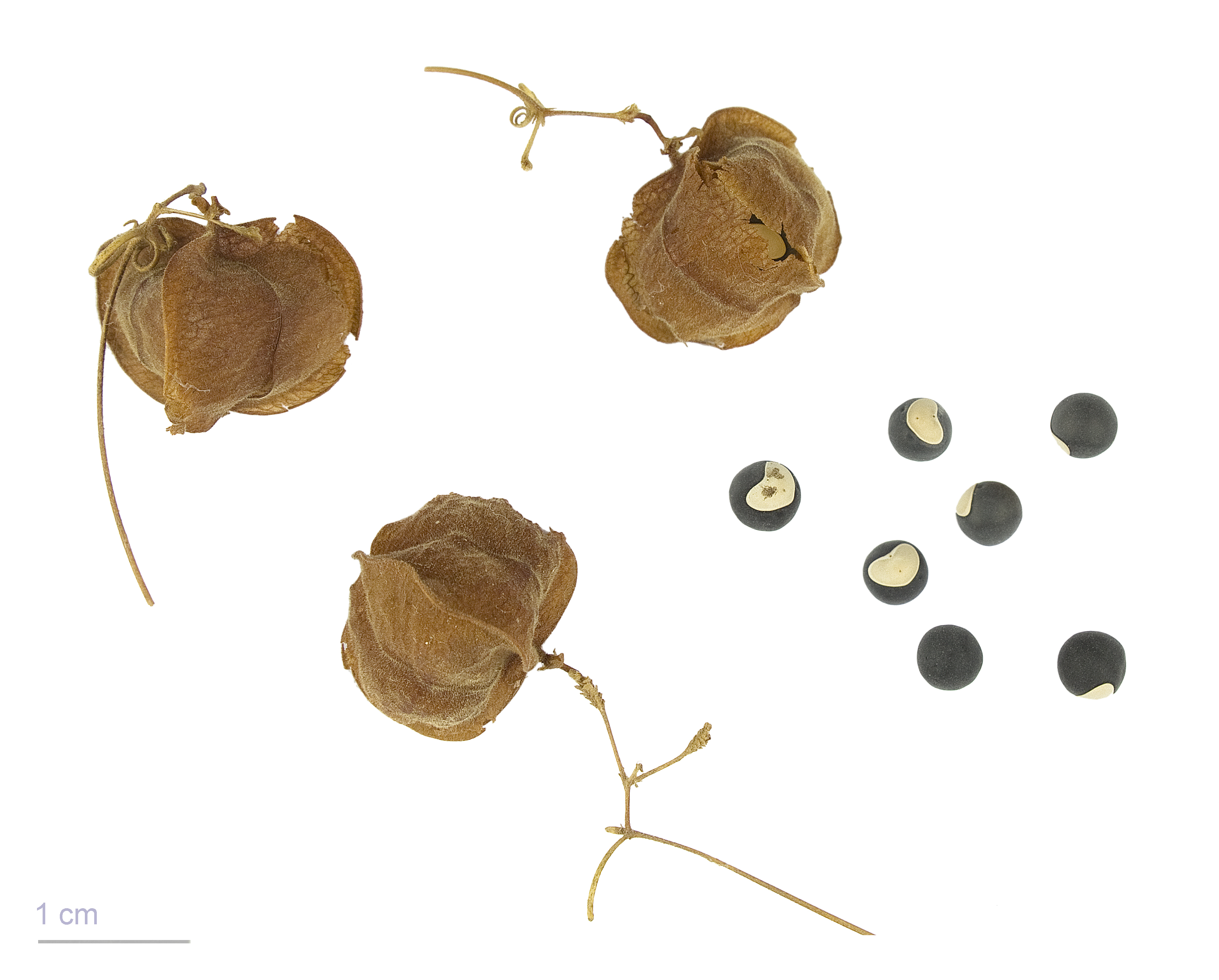
実とその中にある種子

## 利用
観賞用植物として利用される。よく茂ったときは非常に涼しげで、家庭の壁面緑化にも使われる。種子は、白いハート形の部分をサルの顔に見立てて遊ぶこともある。